# Cora Eppstein
Pour les articles homonymes, voir Eppstein (homonymie).
Cora Eppstein (née Carolie Mayer dite Eppstein le 21 août 1900 à Metz et morte le 20 août 1939 à Paris 12e) est une chanteuse et résistante allemande au nazisme.

## Biographie
Cora Eppstein est la fille d'Emil Mayer Eppstein et de Karolie Mayer, dite Leonie, sa cousine. La famille déménage dans la région de la Sarre le 20 février 1910, d'abord à Neunkirchen et plus tard à Sarrebruck. Là, ils habitent au Gersweilerstrasse 18, puis dans la Neugeländestrasse.
À Sarrebruck, elle suit une formation de chanteuse. En 1926, elle donne un concert à l'Association de la jeunesse juive (des chansons de Franz Schubert, Richard Wagner, Gustav Mahler, Arnold Schönberg). Elle a son premier engagement au théâtre national de la Sarre.
Elle s'installe d'abord à Francfort-sur-le-Main puis à Berlin en 1930, reste au chômage et donne des concerts dans des petites salles avec d'autres artistes au chômage. Active dans le mouvement antifasciste et communiste, elle chante lors d'événements au profit de la Roter Frontkämpferbund et du Secours ouvrier international. Elle est souvent accompagnée au piano de son compagnon, le compositeur Eberhard Schmidt. 
En 1933, persécutée par les nazis en tant que juive et pour des raisons politiques, elle retourne dans la Sarre pour échapper aux persécutions fascistes avec Schmidt, qu'elle épouse en secondes noces. À Sarrebruck, elle se produit avec la chorale ouvrière de Rudolf Loewy et fait la connaissance de sa fille Esther Bejarano. Ils participent à la campagne du référendum sur le statut de la Sarre. Elle apparaît souvent lors d'événements organisés par des sociaux-démocrates, des communistes, des syndicalistes et des groupes catholiques contre Hitler.
Après le vote de la Sarre pour le Troisième Reich le 13 janvier 1935, elle s'enfuit en France avec son mari. À Nancy, ils séjournent deux semaines chez l'oncle d'Eppstein, un rabbin orthodoxe. Elle y donne trois concerts dans la communauté juive. Eberhard Schmidt part en octobre 1936 pour se battre dans la guerre d'Espagne. En août 1939, elle meurt du typhus à Paris. Le 23 de ce mois, Schmidt, interné au camp de Gurs, reçoit un télégramme annonçant la mort de Cora Eppstein. Il est autorisé à se rendre à Paris pour les obsèques qui ont lieu début septembre 1939. On ne sait pas dans quel cimetière Cora Eppstein fut enterrée.

## Commémoration
Une soirée musicale a eu lieu à Sarrebruck en son honneur en 2013. À Sarrebruck, une place de la vieille ville est baptisée son nom en mai 2016.